# Kwesties
Kwesties was een Nederlands rechtstreeks uitgezonden radioprogramma van de NTR op de nieuws- en sportzender NPO Radio 1. Het programma werd sinds 6 maart 2016 op zondagen uitgezonden op NPO Radio 1 tussen 20.00 en 21.00 uur. De laatste aflevering was op 20 december 2020. Het programma heeft plaats gemaakt voor Dijkstra en Evenblij ter plekke van BNNVARA.
Kenmerkend voor het radioprogramma was de gele vrachtwagen waarin een radiostudio is gebouwd. De presentator reisde daarmee elke zondag af naar steeds een andere Nederlandse provincie, om op een stadsplein met inwoners en politici te praten over actuele of controversiële onderwerpen uit die regio.
De vaste presentator was Marianne van den Anker met Rob Oudkerk als invaller. Eerder presenteerden beide presentatoren het dagelijkse NTR-programma 1 op Straat, waarin ze in een gele Amerikaanse schoolbus van NPO Radio 1 met buurtbewoners en politici een actueel onderwerp bespraken.